# Marco Annio Vero (pretore)
Marco Annio Vero (in latino Marcus Annius Verus; ... – 124) è stato un politico romano, pretore nel 124, e padre del futuro imperatore Marco Aurelio.

## Biografia
Era figlio dell'omonimo senatore Marco Annio Vero e della nobildonna Rupilia Faustina. Ebbe un fratello, Marco Annio Libone, ed una sorella, Faustina maggiore, sposa dell'imperatore Antonino Pio.
Sposò Domizia Lucilla, erede di una ricca famiglia e proprietaria di una fiorente figlina, da cui ebbe due figli:
- l'omonimo Marco Annio Vero, vale a dire il futuro imperatore Marco Aurelio (nato nel 121);
- Annia Cornificia Faustina (nata nel 123).

Annio Vero morì giovane, nel 124, mentre ricopriva la carica di pretore : i suoi figli, ancora giovani, furono adottati dal loro nonno paterno, il padre di Annio Vero.